# Prototype (Framework JavaScript)
Prototype là một framework javascript, được xây dựng với mục địch giúp cho việc phát triển các ứng dựng web dễ dàng hơn,
Với các component rất dễ sử dụng cho việc phát triển theo hướng đối tượng, lớp (class-driven) và thư viện Ajax, nó đã nhanh chóng được các lập trình viên web lựa chọn cho các ứng dụng của mình ở khắp mọi nơi.
Một số ví dụ về sử dụng Prototype:
- Với DOM, giả sử bạn cần lấy một element có id là "abc", thông thường bạn sẽ là document.getElementById('abc'), tuy nhiên với Prototype, bạn chỉ cần đơn giản là $('abc') (xem thêm dollar utility.
- Với sự kiện, Prototype cho phép bạn có thể gán và bắt các sự kiện theo cách rất đơn giản, ví dụ, bạn có thể gán sự kiện onclick cho một element div có id là "abc" như sau:
$("abc").observe('click', function(){
//code
});